# Guibéroua
Guibéroua est une ville du centre-ouest de la Côte d'Ivoire, et appartenant au département de Gagnoa, dans la région du Gôh (ex-Fromager). La localité de Guibéroua est un des trois chefs-lieux de commune de ce département, avec Gagnoa et Ouaragahio. Elle est chef-lieu de sous-préfecture.

## Société

### Démographie
| 1975  | 1988  | 2010   |
| ----- | ----- | ------ |
| 5 281 | 7 476 | 13 831 |

### Éducation
La localité comporte le collège Grebalo qui a mis en place un service de transport gratuit pour ses élèves habitant les villages de la commune dans un rayon de 10 km. Aussi ce collège, dans un souci d'éducation, effectue chaque mois une journée de salubrité dans un service administratif de la ville avec les élèves. Le collège Grebalo qui existe depuis 1986, a augmenté sa capacité d'accueil avec la construction de 22 classes dont un bâtiment en étage. Sont, aussi, prévus un internat, des aires de jeu, une salle multimédia et une bibliothèque. Pour faciliter l'hébergement des professeurs du collège, une cité des profs est aussi en construction. Aussi, la direction du collège organise des cérémonies trimestrielles de remise de prix aux meilleurs élèves, afin d'inciter à l'émulatioin. Pour les activités socio-culturelles des excursions sont organisées sur Issia, Gagnoa, Yamoussoukro et San Pédro.
En plus du collège Grebalo, nous avons deux (2) autres établissements, à savoir, le Collège la Source et le Lycée municipal.

### Santé
La localité est équipée d'un hôpital créé en 1989, d'une maternité et d'une pharmacie. Nous avons, aussi, des cliniques dont la plus prestigieuse est la clinique, Sainte-Famille dirigée par le Docteur Sékouba Bangoura.

### Médias
La localité dispose d'une radio, Radio-Guibéroua.

## Représentation politique
L'Assemblée nationale de Côte d'Ivoire compte 223 députés élus pour 5 ans.
| Date d'élection | Identité            | Parti    | Qualité         | Statut                                                 |
| --------------- | ------------------- | -------- | --------------- | ------------------------------------------------------ |
| 1980            |                     | PDCI-RDA | Homme politique | élu                                                    |
| 1985            |                     | PDCI-RDA | Homme politique | élu                                                    |
| 1990            |                     | FPI      | Homme politique | élu                                                    |
| 1995            |                     | FPI      | Homme politique | élu                                                    |
| 2001            | Gbaka Brédé Patrice | FPI      | Homme politique | élu décembre 2011 logbo andre pdci homme politique élu |

Le mandat de l’Assemblée nationale élue en 2001 s'achevait le 16 décembre 2005. Mais, en raison de la crise politico-militaire de 2002, les élections législatives n'ont pas eu lieu et l’Assemblée nationale en place est demeurée en fonction et a conservé ses pouvoirs.

## Culture
La ville dispose d'un centre rural et artisanal qui a récemment été rénové grâce à l'aide de la No Finish Line de Monaco.

## Langues
Depuis l'indépendance, la langue officielle dans toute la Côte d'Ivoire est le français. La langue véhiculaire, parlée et comprise par la majeure partie de la population, est le dioula mais la langue vernaculaire de la région est le bété. Le français effectivement parlé dans la région, comme à Abidjan, est communément appelé le français populaire ivoirien ou français de dago. Si, à Abidjan et dans le nord, on parle de français de Moussa, dans l'ouest du pays, on parle de français de Dago qui se distingue du français standard par la prononciation et qui le rend quasi inintelligible pour un francophone non ivoirien. Une autre forme de français parlé est le nouchi, un argot parlé surtout par les jeunes et qui est, aussi, la langue dans laquelle sont écrits 2 magazines satiriques, Gbich! et Y a fohi.

## Sports
La localité dispose d'un club de football, l'AS AGIR Guibéroua, qui évolue en MTN Ligue 2.

## Économie
La production essentielle de la région de Guibéroua est le cacao. On y trouve la coopérative Zomadré.

## Personnalités liées à la ville
- Didier Drogba, footballeur ;
- Charles Blé Goudé, homme politique.